# Han Kyu-seol
Han Kyu-seol (hangeul : 한규설, hanja : 韓圭卨, 29 février 1848 - 22 septembre 1930) est le Premier ministre coréen au moment de la signature du traité d'Eulsa qui fait de la Corée un protectorat japonais. Il était opposé à ce traité, mais n'a pas réussi à l'empêcher.

## Biographie
Han passe dans sa jeunesse l'examen militaire du Gwageo, et est nommé commandant de l'armée de la province du Gyeongsang. Après avoir occupé divers postes, il est nommé maire de Hanseong en 1887. Plus tard en 1896, il est promu ministre de la Justice.
Lors de la formation du Club de l'indépendance, il manifeste sa faveur du parti politique libéral et est nommé président de l'Assemblée nationale lorsque l'association populaire commune (en) est à son apogée. Pour apaiser le mécontentement du public après l'arrestation de 17 dirigeants du Club de l'indépendance, l'empereur Gojong nomme Han comme juge en chef du tribunal et il inflige des punitions légères aux dirigeants arrêtés. Cependant, lorsque le gouvernement impérial dissout le Club de l'Indépendance, il est par la suite évincé de son poste.
Après l'instauration de l'empire coréen, Han occupe divers postes politiques. Le 15 février 1902, il est nommé ministre de la Justice. Le 27 août 1905, il est nommé Premier ministre,, et lieutenant général de l'armée le 8 novembre 1905. En tant que Premier ministre de Corée, il est fermement opposé au traité d'Eulsa. Initialement, tous les ministres sont contre la signature du traité. Pak Chesoon, le ministre des Affaires étrangères, déclare qu'il se suicidera si le Japon le force à signer le traité. Cependant, lorsque Han est enfermé dans un placard à Jungmyeongjeon par les troupes japonaises et menacé d'exécution, les autres ministres, craignant un traitement similaire, signent le traité. Yi Wan-Yong, Yi Ji-yong, et Gwon Jung-hyeon sont les premiers à changer de position. Après la signature du traité, Han tente à plusieurs reprises de le faire annuler, mais n'a pas le pouvoir politique nécessaire, car il a déjà été démis de ses fonctions de Premier ministre. Après la signature, Han, ainsi que les « Cinq traîtres d'Eulsa », sont la cible du ressentiment du public. Choi Ik-hyun écrit que Han a commis une grande faute dans la ratification du traité.
Après l'annexion de la Corée, le gouvernement japonais lui offre le titre de baron mais il le refuse. En 1920, Han crée l'Organisation éducative Joseon avec Yi Sang-jae, qui est ensuite transformée en Minrip Deahak Gisunghui. Il décède le 22 septembre 1930 dans la ville de Cheongju.
Le 17 mars 1977, la maison de Han à Séoul est officiellement reconnue comme bien culturel.

## Distinctions
Empire coréen
- Ordre des Huit Trigrammes (1ère classe)